# Микільсько-Хутірська вулиця
Микільсько-Хутірська ву́лиця — вулиця в Оболонському районі міста Києва, місцевість Микільський хутір. Пролягає від шосе Київ — Іванків — Овруч (продовження Литовського проспекту) паралельно йому до кінця забудови.

## Історія
Існувала з ХІХ століття як частина давнього шляху на Димер. Не пізніше 1932 року шлях у цьому місці спрямили і майбутня вулиця стала окремою, назви не мала. У рішенні 2011 року вперше зафіксована як вулиця Мічуріна, коли ця назва виникла вперше, невідомо.
Сучасна назва, що походить від Микільського хутора, яким пролягає вулиця — з 2022 року.